# Juan Bautista Pastor Pérez
Juan Bautista Pastor Pérez (Bocairente, 7 de marzo de 1859 - Valencia, 31 de octubre de 1927) fue un compositor y maestro de capilla español.

## Vida
Juan Bautista Pastor Pérez nació en Bocairente, en la provincia de Valencia, hijo de Pedro Martín Pastor y María Aurora Pérez. En la iglesia local fue acólito y se distinguió por su bella voz y musicalidad. Amplió sus estudios en el Seminario de Valencia que simultaneaba con estudios de música en el Conservatorio, donde estudió con Salvador Giner y José María Úbeda.
Terminados sus estudios, se presentó a las oposiciones para una capellanía de organista en Sueca, pero sin éxito, ya que el mismo tribunal consideró que tenía demasiada calidad para una organistía de una parroquia rural. Finalmente consiguió en 1888 el presbiterado a título de organista en la Iglesia de San Valero de Valencia y posteriormente pasó también como organista a la Basílica de la Virgen de los Desamparados, mientras se preparaba para conseguir el mismo cargo en la Catedral.
Sin embargo, la plaza de maestro de capilla de la Catedral de Valencia se encontraba vacante desde que el maestro Guzmán se retirase al Real Monasterio de Montserrat en 1888. El cabildo valenciano decidió anunciar la oposición para el cargo el 20 de enero de 1893, finalizando el plazo de inscripción el 18 de febrero. El edicto rezaba:

[...] los ejercicios consistirán en hacer, dentro del término que se les señale, dos composiciones, una sobre alguno de los cantos Eclesiásticos en el género tugado o de imitación y coreado a ocho riguroso, y otra en el género libre o suelto cuyas composiciones serán ejecutadas públicamente; sin prejuicio de ejercitarlas en el canto de atril y otras pruebas que se estimaren convenientes para acreditar su aptitud.

Al parecer Juan Pastor no tenía intención de presentarse a las oposiciones del magisterio, pero de los tres candidatos que se iban a presentar, el de mayores posibilidades acabó retirándose, por lo que los maestro de Pastor, Salvador Giner y José María Úbeda, le instaron a que se presentase. En el examen se enfrentó a Mariano Baixauli y Rafael Maneja. Finalmente los resultados se publicaron el 1 de abril de 1893, siendo Pastor el ganador:

Nombramientos: Don Juan Pastor Pérez, beneficiado de este Metropolitana Basílica con cargo de Maestro de Capilla, propuesto en primer lugar en la terna elevada al señor Arzobispo por el tribunal de oposiciones.
Boletín Oficial del Arzobispado de Valencia, 1 de abril de 1893

Falleció en Valencia el 31 de octubre de 1927, en su residencia en la calle Trinquete de Caballeros n.° 6, que compartía con el Capellán Mayor de la Iglesia del Milagro. El funeral se realizó al día siguiente. En la necrológica en el Diario de Valencia, el compositor y musicólogo Vicente Ripollés decía lo siguiente:

Hombre de estudio constante, trabajador incansable, apenas si se le veía en los paseos públicos, temiendo desperdiciar el tiempo y las facultades con que Dios le había dotado para servir al culto divino en el ejercicio de su cargo, como director y compositor de música religiosa. Jamás empleó su talento y su pluma en obras que no estuvieran exclusivamente dedicadas a la gloria de Dios con intención pura y recta.
Su obra tan vasta e interesante, que no es este el momento oportuno para reseñarla y calificarla. El estro musical del maestro fue tan variado, que abarca desde las sublimidades enérgicas de Cabo hasta las ternuras de su maestro Giner. Ahí están para comprobarlo los admirables salmos feriales a 7 voces, asimilación perfecta de los arranques de Cabo y algunos versos de su último miserere que como el «Cor mundum» hace penetrar dulce y suavemente en el alma los sentimientos de la viva devoción.
La técnica musical de don Juan Pastor era sólida y segura y acreditábase de día en día con el estudio de las obras de los grandes maestros a quienes leía frecuentemente con provecho y fruición. A partir del movimiento iniciado por Pío X, puso su atención e ideal en la polifonía clásica; y la mayor parte de las composiciones en los últimos años inspirábase en la melodía gregoriana, que muchas veces tomaba como tema; véase por ejemplo las Lamentaciones, la misa «Dominical», los salmos de vísperas de «Sabbatto» y la misa de Requiem que terminó muy pocas semanas antes de morir.
Diario de Valencia, 

## Obra
En el archivo musical de la Catedral de Valencia se conservan 76 composiciones del maestro, en su mayoría inéditas, entre las que se encuentran ocho misas y dos misereres, salmos, motetes, salves, lamentaciones, trisagios, etc.
Introdujo el Motu proprio en la música valenciana.